# 3121 (álbum)
3121 es el trigésimo álbum de estudio de Prince. El álbum, lanzado el 20 de marzo de 2006 en Europa, fue distribuido por Universal Music. Permitió a Prince llegar por primera vez en su carrera al n.º1 de discos según la publicación Billboard, la primera semana que se puso a la venta.
3121 es una obra más mesurada y accesible que anteriores trabajos como The Rainbow Children (2001) que si bien poseía una calidad excepcional, tenía un público más reducido: amantes del jazz-rock, profesionales y por supuesto, seguidores incondicionales de Prince. La calidad de la obra, es indudable y vuelve a un gran acierto compositivo e interpretativo en su faceta más comercial no vista desde algunas canciones de su Emancipation (1996).

## Información del álbum
El primer sencillo, «Te Amo Corazón», fue lanzado el 13 de diciembre de 2005 con un video dirigido por Salma Hayek que debutó en el Top 20 de VH1. A este le siguió «Black Sweat», lanzado el 2 de febrero de 2006 con la participación de una nueva artista descubierta por el artista: Támar. Las sesiones de grabación comenzaron en noviembre de 2004 con la grabación de la canción que abre y da título al disco, con Michael Bland y Sonny T.

## Lista de temas
Todas las canciones escritas y compuestas por Prince, excepto las indicadas. 
| N.º | Título                                            | Duración |  |
| 1.  | «3121»                                            | 4:31     |  |
| 2.  | «Lolita»                                          | 4:06     |  |
| 3.  | «Te Amo Corazón»                                  | 3:35     |  |
| 4.  | «Black Sweat»                                     | 3:11     |  |
| 5.  | «Incense and Candles»                             | 4:04     |  |
| 6.  | «Love»                                            | 5:45     |  |
| 7.  | «Satisfied»                                       | 2:50     |  |
| 8.  | «Fury»                                            | 4:02     |  |
| 9.  | «The Word»                                        | 4:11     |  |
| 10. | «Beautiful, Loved and Blessed» (Prince con Támar) | 5:43     |  |
| 11. | «The Dance»                                       |          |  |
| 12. | «Get on the Boat»                                 |          |  |

## Personal de grabación
- Batería: Michael Bland (en «3121»), Cora Coleman Dunham (en «Te Amo Corazón» y «Get on the Boat»)
- Bajo: Sonny T. (en «3121»), Joshua Dunham (en «Te Amo Corazón» y «Get on the Boat»)
- Sección de vientos: Maceo Parker, Candy Dulfer, Greg Boyer and Ray
- Percusión: Herbert Urena, Ricky Salas (en «Te Amo Corazón»), Sheila E. (en «Get On the Boat»)
- Arreglos de vientos: Clare Fischer
- Voces: The New Power Generation (gritos), Támar (voz líder en «Beautiful, Loved and Blessed»)
- Otros instrumentos y voces: Prince
- Producido por Prince
- Fotos: Afshin Shahidi
- Diseño: Sam Jennings
- Grabado en Paisley Park Studios y 3121 por Ian Boxwill, L Stu Young
- Asistente de grabación: Lisa Chamble Hampton
- Masterizado por Bernie Grundman